# Rentonellum loebli
Rentonellum loebli là một loài bọ cánh cứng trong họ Trogossitidae. Loài này được Kolibac miêu tả khoa học năm 2005.